# ناك (لعبة فيديو)
ناك (بالإنجليزية: Knack)‏ (باليابانية: ナック) وتنطق ناكو، هي لعبة فيديو إلكترونية من نوع منصات وشوتم أب، أنتجها شركة جابان ستوديو التابع لشركة سوني كمبيوتر إنترتينمنت سنة 2013م، وتعمل لنظام بلاي ستيشن 4 الحصرية.

## مصدر
1. ↑  "All PS Now games A-Z" (بالإنجليزية). Archived from the original on 2021-07-03. Retrieved 2021-07-05.
2. ↑  2014-12-11, 国行 PS4、PS Vita 终登场！索尼：对不起我们来晚了, Engadget China نسخة محفوظة 25 أغسطس 2017 على موقع واي باك مشين.

## وصلات خارجية
- Official North American website
- Official Australian website
- Knack على موبي غيمز